# Ludwig von Cranach
Ludwig Otto Lucas von Cranach (* 7. August 1818 in Craazen, Kreis Soldin; † 15. September 1894 in Teltow) war ein preußischer General der Infanterie und Chef des 8. Westfälischen Infanterie-Regiments Nr. 57.

## Leben

### Herkunft
Ludwig war ein Sohn von Wilhelm von Cranach (1789–1834) und dessen Ehefrau Klara, geborene von Sander (1797–1883). Sein Vater war preußischer Hauptmann a. D., Deichhauptmann sowie Erbherr auf Nieder-Lindenbusch.

### Militärkarriere
Cranach besuchte die Kadettenhäuser in Potsdam und Berlin. Anschließend wurde er am 12. August 1835 als Sekondeleutnant dem 21. Infanterie-Regiment der Preußischen Armee überwiesen. Zur weiteren Ausbildung absolvierte er ab Mitte Oktober 1844 für drei Jahre die Allgemeine Kriegsschule und war von Februar 1848 bis Ende November 1850 als Adjutant des II. Bataillons im 21. Landwehr-Regiment nach Stolp kommandiert. In dieser Eigenschaft stieg Cranach zum Premierleutnant auf und war vom 27. März 1851 bis zum 31. März 1855 als Kompanieführer erneut zum II. Bataillon im 21. Landwehr-Regiments kommandiert. Als Hauptmann erfolgte am 15. November 1855 seine Ernennung zum Kompaniechef in seinem Stammregiment und vom 13. August 1859 bis zum 7. Mai 1860 war er ein weiteres Mal als Kompanieführer im 21. Landwehr-Regiment tätig. Daran schloss sich seine Kommandierung als Kompanieführer im 21. kombinierten Infanterie-Regiment an, aus dem sich zum 1. Juli 1860 das 8. Pommersche Infanterie-Regiment Nr. 61 formierte. Cranach wurde Chef der 7. Kompanie, bevor man ihn am 14. September 1860 unter Beförderung zum Major in das 1. Rheinische Infanterie-Regiment Nr. 25 versetzte. Am 16. Januar 1862 erhielt er das Kommandeur über das II. Bataillon und am 20. Oktober 1864 übernahm er das Füsilier-Bataillon. Als Oberstleutnant führe Cranach sein Bataillon während des Deutschen Krieges im Mainfeldzug in den Gefechten bei Roßbrunn und Uettingen sowie der Beschießung von Würzburg. Bei Waldaschach gelang es ihm, unter geringen eigenen Verlusten, überlegene feindliche Kräfte über die Saale zu werfen und den Ort einzunehmen. Dafür wurde ihm am 20. September 1866 die höchste preußische Tapferkeitsauszeichnung, der Orden Pour le Mérite verliehen.
Nach dem Friedensschluss erfolgte am 30. Oktober 1866 seine Versetzung in das Garde-Füsilier-Regiment. Unter Stellung à la suite beauftragte man Cranach am 25. September 1867 zunächst mit der Führung des 8. Westfälischen Infanterie-Regiments Nr. 57 und mit der Beförderung zum Oberst wurde er am 22. März 1868 zum Kommandeur dieses Verbandes ernannt. Er nahm 1870/71 im Krieg gegen Frankreich an den Kämpfen bei Vionville, Gravelotte, Beaune-la-Rolande, Vendôme, Bellevue, Tapes, Joigny, Juranville, Beaugency, Château Serqueux, Mounaie, Villeporcher, Saint Amand, Château-Renault sowie Tours teil und führte zeitweise in Vertretung des erkrankten Kommandeurs die 38. Infanterie-Brigade. Neben beiden Klassen des Eisernen Kreuzes erhielt Cranach das Eichenlaub zum Orden Pour le Mérite.
Nach dem Krieg wurde er am 27. Februar 1872 unter Stellung à la suite seines Regiments zunächst mit der Führung der 62. Infanterie-Brigade in Straßburg beauftragt und am 13. April 1872 zum Kommandeur ernannt. Cranach avancierte Ende März 1873 zum Generalmajor und am 2. Februar 1875 als Kommandant nach Köln versetzt. Am 30. April 1877 beauftragte man ihn mit den Funktionen als Gouverneur von Köln mit einem jährlichen Gehalt von 5400 Mark. Er erhielt am 15. September 1877 den Kronen-Orden II. Klasse mit Stern und wurde am 18. November 1877 mit der Beförderung zum Generalleutnant zum Gouverneur von Köln ernannt. Unter Stellung à la suite des 8. Westfälischen Infanterie-Regiments Nr. 57 und Verleihung des Roten Adlerorden I. Klasse mit Eichenlaub wurde Cranach am 5. Oktober 1882 mit Pension zur Disposition gestellt.
Nach seiner Verabschiedung erhielt Cranach am 23. September 1884 den Charakter als General der Infanterie und am 4. August 1885 ernannte ihn Kaiser Wilhelm I. anlässlich seines 50-jährigen Dienstjubiläums zum Chef des 8. Westfälischen Infanterie-Regiments Nr. 57. Er starb am 15. September 1894 unverheiratet in Teltow und wurde am 18. September 1874 auf dem Invalidenfriedhof beigesetzt.
Nach ihm ist das Cranach-Wäldchen in der Mülheimer Heide in Köln-Niehl benannt.
Der Generalleutnant Rudolf von Thile schrieb 1882 in seiner Beurteilung: „Der Generalieutenant von Cranach ist ein gerader, offener und sehr ehrenwerter Charakter, umsichtig und energisch, dabei ruhig und wohlwollend. In Köln hat er sich die allgemeine Achtung und Verehrung erworben.“